# Thierry Desmarest
Pour les articles homonymes, voir Desmarest et Thierry Démarez.
Thierry Desmarest, né le 18 décembre 1945 à Paris où il est mort le 9 janvier 2024,, est un chef d'entreprise français. Après avoir été président du groupe Total SA de 1995 à 2010 puis d'octobre 2014 au 18 décembre 2015, il est président d'honneur du conseil d'administration de Total.

## Biographie

### Formation
En 1966, Thierry Desmarest est diplômé de l’École polytechnique, puis de l’École nationale supérieure des mines de Paris (ingénieur du corps des Mines) en 1970.

### Carrière
Sa carrière débute dans les mines en Nouvelle-Calédonie, puis au ministère de l'Industrie et à celui de l'Économie. 
Thierry Desmarest entre chez Total en 1981. Il exerce différentes fonctions au sein de filiales du groupe puis au sein de l'Amont, à l'Exploration-Production. En 1989, il devient le directeur général de l'Exploration-Production et siège au comité exécutif de Total. En 1995, il est nommé président-directeur général de Total. Il mène les fusions avec Petrofina (TotalFina en 1999) puis avec Elf (TotalFinaElf en 2000), restant PDG des nouvelles entités et est à partir du 6 mai 2003, le président-directeur général du groupe Total.
En février 2007, il choisit Christophe de Margerie comme successeur à la fonction de directeur général du groupe, Thierry Desmarest conservant ses fonctions de président du conseil d’administration de Total.
De mai 2010 à octobre 2014, il est président d'honneur du conseil d'administration de Total, Christophe de Margerie assurant les fonctions de président-directeur général du groupe.
Le 21 octobre 2014, il est nommé président du groupe en intérim au lendemain de la mort accidentelle de son prédécesseur. Ce mandat de président du conseil d’administration arrive à échéance le 18 décembre 2015 du fait de la limite d’âge prévue par le groupe. Patrick Pouyanné le remplace en tant que président-directeur général. Thierry Desmarest demeure administrateur et président d'honneur du conseil d'administration de Total jusqu’à l’assemblée générale des actionnaires du 24 mai 2016[réf. nécessaire].
Thierry Desmarest décède le 9 janvier 2024, atteint depuis dix ans de la maladie d’Alzheimer.

### Dates clés
- Décembre 2015 : fin du mandat de président du conseil d'administration
- 2014 : président par intérim du groupe Total SA.
- Mai 2010 : président d'honneur du conseil d'administration de Total
- Février 2007 : président du conseil d'administration de Total
- Mai 2003 : président-directeur général de Total
- Mars 2000 : président-directeur général de Total Fina Elf
- Juin 1999 : président-directeur général de Total Fina
- Juin 1995 : président-directeur général de Total
- Janvier 1995 : directeur général de l'Amont de Total
- 1989-Mai 1995 : directeur général de Total Exploration Production et membre du comité exécutif de Total
- 1988-1989 : directeur Amériques, France, Extrême-Orient de Total Exploration Production et simultanément directeur de la division Gestion et Économie de Total Exploration Production.
- 1983-1987 : directeur Amérique latine et Afrique de l’Ouest de Total Exploration Production
- 1981-1983 : directeur délégué de Total Algérie
- 1978-1980 : conseiller technique au cabinet du ministre de l’Économie
- 1975-1978 : conseiller technique au cabinet du ministre de l’Industrie
- 1973-1975 : directeur des mines et de la géologie en Nouvelle-Calédonie
- 1971-1973 : ingénieur à la Direction des mines en Nouvelle-Calédonie
- 1966-1967 : service militaire comme enseigne de vaisseau[11]

## Fonctions et mandats sociaux
- Président de Total SA jusqu'en février 2007.
- Administrateur d’Air liquide, de Sanofi-Aventis et de Renault
- Ancien membre du conseil de surveillance d'Areva
- Président de Total SA de 2014 à 2015.
- Président d'honneur du conseil d'administration de Total jusqu'à mai 2016[12].

## Décorations
- Chevalier de la Légion d'honneur en 1994[13]